# Шмарје (Ајдовшчина)
Шмарје (словен. Šmarje) насеље у брдима југозападноод Ајдовшчине у општини Ајдовшчина, покрајини Приморска која припада Горишкој регији Републике Словеније. Насеље површине 5,81 км², налази се на надморској висини од 215,3 метра, 8,7 км источно од Ајдовшчине и 21,2 километара од италијанске границе на обронцима Випавског Грича. У насељу према попису из 2002. живи 175 становника.,
Као главно село Шмарје обухвата три мања насеља: Поток, Храстје и Јакулини. 
Парохијска црква свете Марије, по којој је насеље добило име припада Епархији Копар.
За време Хабсбуршке владавине Шмарје је био самостална општина. Између два светска рата припадала је покрајини Фриули</ref>

Tra le due guerre mondiali fu comune della Provincia del Friuli., пре него што у 1927, поново у провинцији Горица

## Највиши врх
Велики Шкољ 418 метара